# Dascillus rufovillosus
Dascillus rufovillosus is een keversoort uit de familie withaarkevers (Dascillidae). De wetenschappelijke naam van de soort is voor het eerst geldig gepubliceerd in 1892 door Bourgeois.